# Juan Linz
Juan José Linz Storch de Gracia (né le 24 décembre 1926 à Bonn en Allemagne et mort le 1er octobre 2013 à New Haven dans le Connecticut) est un sociologue politique et un professeur de sociologie espagnol. Il a été pendant sa carrière professeur émérite en sociologie et science politique à l'université Yale (Sterling Professor), ainsi qu'un membre honoraire du conseil scientifique de l'Institut Juan March. Aujourd'hui, ce sont ses travaux sur l'autoritarisme, qu'il distingue des régimes totalitaires et démocratiques en le plaçant dans un entre-deux, qui font sa renommée, via notamment son ouvrage Régimes totalitaires et autoritaires. Il a également fait des travaux sur les transitions démocratiques.

## Biographie
Juan José Linz est né le 24 décembre 1926 à Bonn de père allemand et de mère espagnole. En 1932, il déménage avec sa mère en Espagne. Enfant, Linz a connu la crise économique de 1929 et la Seconde Guerre mondiale. Adolescent, il a également été marqué par la guerre civile espagnole. Il étudie à Madrid où il obtient en 1950 son diplôme de science politique (1947) et de droit (1948) avec mention très honorable à l’université complutense de Madrid. Il continue ses études à l’université Columbia. En 1958, Linz retourne en Espagne pour mener une étude sur l’économie espagnole et aide au développement de l’université autonome de Madrid. Encadré par Seymour Martin Lipset, il obtient son doctorat en sociologie à l’université Columbia en 1959 grâce à ses travaux sur les partis politiques en Allemagne de l'Ouest[réf. souhaitée].
En 1961, il devient professeur de l’université Columbia. En 1968, il intègre l’université Yale d’où il deviendra professeur émérite en sociologie et science politique (Sterling Professor). Il sera également professeur invité dans de nombreuses autres universités (Berkeley, Stanford, Munich, Heidelberg, Humboldt, Florence). Grâce à ses travaux reconnus internationalement, il obtient plusieurs doctorats honoris causa(université de Georgetown, université de Grenade, université autonome de Madrid, université de Marbourg, université d'Oslo et université du Pays basque)[réf. souhaitée].
Il est considéré comme un néo-développementaliste[réf. souhaitée]. Il est également l’un des pères fondateurs de la sociologie historique interprétative. Il décède le 1er octobre 2013 à l’âge de 86 ans.

## Apports conceptuels

### Autoritarisme
Dans ses travaux, Juan Linz porte un regard sur son époque : il existe des régimes non démocratiques mais qui ne correspondent pas non plus aux régimes totalitaires. Cela se justifiait par l’idée que ces régimes n'atteignaient pas un totalitarisme complet et n’étaient pas non plus sur la voie de la démocratisation. À partir de ce constat, Juan Linz pose ses premières limites. En effet, l’Espagne ne correspond pas à ces situations, d’un côté celui ci est persuadé que Franco n’a pas conçu le régime sur la base d’une idéologie totalitaire et de l’autre les gouvernants n’avaient pas pour ambition de préparer l’Espagne à une transition démocratique. C’est ainsi qu’il remet en question la distinction totalitarisme/démocratie. Un régime qui n’est pas démocratique n’est pas forcément totalitaire et inversement. En 1975, il écrit Régimes totalitaires et autoritaires dans un contexte intellectuel et historique particulier. En effet, dans les années 1960-1970, les recherches sur les régimes non démocratiques amenaient inéluctablement au débat sur les régimes totalitaires. Ici, Linz marque une rupture, il souhaite apporter à cette analyse de nouvelles catégories aux régimes non démocratiques. Dans la première partie de son ouvrage, Juan Linz se focalise sur l’analyse des régimes totalitaires, qu’il définit comme « des gouvernements de crise intérimaires qui ne se sont pas institutionnalisés et qui introduisent une coupure provisoire avec les règles du régime précédent en matière d’accession au pouvoir et d’exercice de celui-ci ». Il donne trois données pour caractériser un système totalitaire, pouvant être formulé également sous forme de tensions :
- Centre et périphérie : Un pouvoir moniste centralisé qui médiatise et rend légitime les différentes institutions et groupes
- Praxis et idéologie : L’exclusivité d’une idéologie orthodoxe plus ou moins complexe à laquelle les dirigeants se rattachent
- État et société : Le recrutement d’une population pour l’exercice de travail communautaire forcé

Ensuite, Linz définit les régimes autoritaires comme « des systèmes politiques au pluralisme limité, politiquement non responsables, sans idéologie élaborée et directrice, mais pourvus de mentalités spécifiques, sans mobilisation politique extensive ou intensive, excepté à certaines étapes de leur développement, et dans lesquels un leader ou, occasionnellement, un petit groupe exerce le pouvoir à l’intérieur de limites formellement mal définies mais en fait plutôt prévisibles ». Linz apporte une distinction clé avec les régimes totalitaires dans lesquels la pluralité politique n’existe pas. En effet, il souligne l’importance de la caractéristique pluraliste des régimes autoritaires, avec des groupes plus ou moins indépendants, avec plus ou moins de pouvoirs mais qui tout de même ne sont pas uniques. Ainsi, les régimes autoritaires peuvent autoriser un pluralisme limité ce qui n'est pas possible dans les régimes totalitaires.
De plus, Linz va travailler sur la distinction entre mentalités, caractérisant les régimes autoritaires, et idéologies, dans les régimes totalitaires. Il reprend cette théorie du sociologue allemand Theodor Geiger qui fait cette distinction. En effet, les mentalités et les idéologies n’ont pas les mêmes codes, les mentalités sont plus liés à l’émotion qu'à la raison alors que dans les idéologies il y a un système de pensée qui est créé. Selon Linz, les deux ont des rôles différents. Linz explique la manière d’identifier les idéologies à l'intérieur des régimes totalitaires, avec l’exemple du régime nazi, dans lequel le Conseil Municipal offrait un ouvrage de Mein Kampf aux personnes qui se mariaient .

### Transition démocratique
Linz a également étudié les raisons de la chute de régimes démocratiques, dans « Problems of democratic transition and consolidation : Southern Europe, South America and Post-Communist Europe » avec Alfred Stepan. Dans les 13 études de cas, la comparaison entre des pays plus développés où la démocratie a échoué, et d’autres moins où elle réussit, lui permit d’attirer l’attention sur les facteurs du système plutôt que des motifs socio-économiques. Les deux variables plutôt, sont celles de la transition et de la consolidation, qui si elles sont bien réalisées, sont les clefs de la réussite d’une régime démocratique selon Linz. Cette étude est considérée comme la première de la « transitologie ». L’apport méthodologique fut plus grand que celle des conclusions.
Pour Linz, la légitimité démocratique ne requiert pas l’alternance des partis au pouvoir, mais seulement sa reconnaissance en principe. D’où la fin des systèmes allemands et espagnols d’entre-deux guerres, sans “chance raisonnable de survie”, pour deux raisons. D’abord, les nouvelles démocraties ont une difficulté à prouver leur légitimité car elles n’offrent pas de solutions rapides aux problèmes. Ensuite, le retour constant des dirigeants à la décrédibilisation de leur opposition comme “déloyale” vis-à-vis du système représentatif. L’importance de “l’agenda” est inévitable: la survie d’un régime se joue dans les premières années. Il faut éviter de basculer d’un côté, dans la “politique de ressentiment” et de l’autre, dans un “pouvoir neutre” des technocrates.

### Dilemme entre présidentialisme ou parlementarisme
Son essai originellement paru en 1985, Presidential or Parliamentary Democracy: Does It Make a Difference? défend l’idée selon laquelle le présidentialisme rend des régimes démocratiques moins stables que le parlementarisme. Historiquement, les régimes présidentiels ne survivent pas longtemps et ce, pour cinq raisons principales :
- Un conflit de légitimité entre les pouvoirs exécutifs et législatifs, alors que le régime parlementaire confond ces deux pouvoirs
- La rigidité du mandat présidentiel face à la flexibilité du Parlement, qui peut mieux s’adapter à l’opinion publique
- Un "jeu à somme nulle" qui ne nécessite plus la construction de coalitions ni de s’intéresser aux opinions minoritaires
- La figure présidentielle peut penser se trouver à la tête du pays en entier, alors qu’une courte majorité a pu l’élire - un sentiment monarchique
- Le risque que des individualités fortes ou des extrémismes politiques l’emportent et déstabilisent le système. Un individu gouvernant avec un mandat direct du peuple aura plus de chances d’être populiste

## Méthodologie
Si Linz utilise la méthode comparative, il utilise également une méthode ayant pour objectif de mettre en lumière les dynamiques des systèmes, la neutralité axiologique, l’importance des idiosyncrasy, les moments historiques, le rôle des groupes sociaux.
Linz est considéré comme l’un des pères fondateurs de la sociologie historique interprétative. Ces travaux révèlent une imbrication de la sociologie avec l’histoire. C’est pourquoi, Matteï Doggan le place dans le type du « chercheur hybride » à cheval sur plusieurs disciplines : histoire, sociologie, politique.

## Critiques

### Parlementarisme et Présidentialisme
Un des grands thèmes traités par Linz tout au long de sa carrière a été le dilemme entre présidentialisme ou parlementarisme. Sa défense du second est devenue classique. Les théories avancées par l’auteur ont fait l’objet de nombreuses discussions.

#### Dichotomie limitée
Premièrement, certains reprochent à Linz de ne pas différencier suffisamment les différents types de régime présidentiel. La simple dichotomie, régime présidentiel contre régime parlementaire n’est pas suffisante pour analyser les mérites des différentes constructions institutionnelles. Les variations à l’intérieur du régime présidentiel sont nombreuses. Le régime présidentiel varie et sa dynamique change considérablement, en fonction des pouvoirs constitutionnels du président (pouvoir de véto, signature de décrets présidentiels et degré de discipline partisane).
Certains auteurs marquent aussi un scepticisme à l’égard de l’argument de Linz selon lequel la vie politique d’un régime présidentiel est moins favorable à la démocratie, parce qu’il introduit une logique de vainqueur qui prend tout « winner-take-all». Selon ces critiques, il faudrait davantage mettre l’accent sur les différences qui existent dans la construction institutionnelle et la nature du système de partis. En effet, par exemple, en Grande-Bretagne et son régime parlementaire, au cours des deux dernières décennies, un parti a souvent obtenu une majorité décisive de sièges au Parlement, même s'il a obtenu bien en deçà de 50 % des voix.

#### Confrontation des légitimités
Juan Linz avance également l’idée que le régime présidentiel conduit à une instabilité plus forte que celle produite par le régime parlementaire à cause de la confrontation qui existe entre 2 légitimités. Dans un système présidentiel, l’exécutif et le législatif sont élus au suffrage universel direct, ce qui crée 2 voies de légitimité démocratique. Néanmoins, dans les systèmes parlementaires, dans une moindre mesure que dans les systèmes présidentiels, il existe aussi, des revendications contradictoires de légitimité. Chacune des 2 chambres, contrôlées par 2 majorités opposées, prétendant exercer un pouvoir légitime, impliquent une double légitimité parlementaire. Dans la plupart des systèmes, l'une ou l'autre chambre peut être dissoute pour tenter de résoudre l'impasse. Dans quelques régimes parlementaires, dont celui du Canada, de l'Allemagne et du Japon, les parlementaires ont d'importants pouvoirs législatifs, mais ne peuvent exercer un vote de censure contre le gouvernement. Dans certains cas, la Chambre Haute ne peut pas être dissoute par le gouvernement. Il existe alors une véritable double légitimité entre l'exécutif et une partie du pouvoir législatif. La double légitimité démocratique n'est donc pas exclusivement un problème de présidentialisme, bien qu'elle soit probablement plus prononcée avec le présidentialisme.

#### Le régime semi-présidentiel laissé-pour-compte
Linz a délaissé l’étude du régime semi-présidentiel en tant que régime mixte et non pas comme simple recomposition des deux grands types de régime politique. Il faut dire qu’il a surtout en vue la situation politique de l’Espagne et de l’Amérique Latine à l’issue du processus de transition vers la démocratie de ces pays. Il apporte peu de références sur l’Europe centrale et orientale et sur l’ancienne Union Soviétique.

### Les régimes autoritaires
Juan Linz n’a pas pris assez en considération la dimension de leadership dans les régimes autoritaires. En effet, il a pour l’essentiel étudié le cas de l’Espagne sous Franco sans réellement souligner le rôle prépondérant du dictateur lui-même. Le sociologue reconnaît lui-même cet oubli et le justifie de par le manque d’information dont il disposait sur Franco à l’époque où il rédigeait son article « Spain: An Authoritarian Regime » en 1963.
On a reproché à Juan Linz de faire une distinction entre mentalité et idéologie qui est difficile à saisir et à mettre en pratique car elles relèvent toutes les deux d’aspects psychologiques qui sont compliqués à percevoir. En ce sens, l’auteur fait la différence entre l’idéologie qui est rattachée au régime nazi et hitlérien où les convictions du leader ont un impact profond sur la population ; et la mentalité de l’Espagne franquiste où la population est beaucoup moins influencée par les idées du dictateur. Or, mesurer le degré d’identification à la pensée des leaders est très difficilement quantifiable puisqu’il s’agit de données relevant de la psychologie des individus.

### L’effondrement des régimes démocratiques
Juan Linz fait face à la critique qui consiste à dire qu’il s’est trop concentré sur les choix des individus et les individus en eux-mêmes, mettant ainsi de côté les facteurs structurels des évènements (crise économique, contexte historique). Le sociologue se défend de n’avoir qu’une explication partielle des phénomènes socio-politiques car, selon lui, les choix des acteurs sont des facteurs plus pertinents dans leurs compréhensions. Il écarte donc les critiques marxistes qui mettent au cœur de leur explication les éléments structurels comme la lutte des classes pour expliquer les événements historiques.

### Neutralité axiologique
Selon Guy Hermet, Juan Linz n’a pas assez développé l’idée de temps politique dans ses travaux, alors même que la dimension temporelle est un élément majeur pour expliquer les phénomènes politiques. En ce sens, le temps est un facteur essentiel dans l’accomplissement d’une action politique car l’acteur doit saisir l’impact positif ou négatif de celui-ci lors de sa prise de décision.

## Distinctions et prix
- 1971-1979 : Président du Comité de recherche en sociologie politique de l’ISA et l’IPSA
- 1973-1974 : Président du Council for European Studies
- 1974-1976 : Président de la World Association of Public Opinion Research
- 1974-1982 : Membre directeur de l’Association internationale de sociologie
- 1974-1978 : Président du Comité de sociologie politique de l’Association internationale de Sociologie
- 1976 : Membre de l’Académie américaine des arts et des sciences
- 1982 : Prix Europa pour son livre La panne des Régimes Démocratiques
- 1984 : Croix de l’ordre d'Isabelle la Catholique
- 1987 : Prix Princesse des Asturies pour ses travaux en sciences sociales
- 1988 : Membre de l’Academia Europaea
- 1993 : Prix Helen Dinnerman de la World Association of Public Opinion Research
- 1996 : Prix Johan Skytte pour ses travaux en sciences politiques
- 1997 : Membre de l’Académie européenne des sciences et des arts de la British Academy
- 2003 : Prix Karl Deutsch
- 2004 : Prix national espagnol de sociologie et de science politique

## Ouvrages principaux
- Linz J., 1975, Régimes autoritaires et totalitaires, Armand Colin, Paris[9]
- Linz J., 1978, Des élections pas comme les autres, Presses de Science Po, Paris
- Linz J., 1978, The Breakdown of Democratic Regimes: Crisis, Breakdown and Reequilibration, Johns Hopkins University Press, Baltimore
- Linz J. & Diamond L. & Lipset S., 1988, Democracy in developing countries, 3 volumes, Lynne Rienner Publishers, Boulder
- Linz J. & Valenzuela A., 1994, The Failure of Presidential Democracy, 2 volumes, Johns Hopkins University Press, Baltimore
- Linz J. & Shain Y., 1995, Between States: Interim Governments and Democratic Transitions, Cambridge University Press, Cambridge
- Linz J. & Stepan A., 1996, Problems of democratic transition and consolidation: Southern Europe, South America and Post-Communist Europe, Johns Hopkins University Press, Baltimore
- Linz J. & Chehabi H., 1998, Sultanistic Regimes, Johns Hopkins University Press, Baltimore
- Linz J. & Gunther R. & Montero J., 2002, Political parties: old concepts new challenges, Oxford University Press, Oxford